# Danvers (Massachusetts)
Danvers és un poble del Comtat d'Essex (Massachusetts) als Estats Units d'Amèrica.

## Demografia
Segons el cens del 2000 Danvers tenia 25.212 habitants, 9.555 habitatges, i 6.564 famílies. La densitat de població era de 733 habitants per km².
Dels 9.555 habitatges en un 30,9% hi vivien nens de menys de 18 anys, en un 56,2% hi vivien parelles casades, en un 9,4% dones solteres, i en un 31,3% no eren unitats familiars. En el 26,6% dels habitatges hi vivien persones soles el 10,8% de les quals corresponia a persones de 65 anys o més que vivien soles. El nombre mitjà de persones vivint en cada habitatge era de 2,53 i el nombre mitjà de persones que vivien en cada família era de 3,11.
Per edats la població es repartia de la següent manera: un 23,2% tenia menys de 18 anys, un 6,4% entre 18 i 24, un 28,7% entre 25 i 44, un 24,5% de 45 a 60 i un 17,2% 65 anys o més.
L'edat mediana era de 40 anys. Per cada 100 dones de 18 o més anys hi havia 84,2 homes.
La renda mediana per habitatge era de 58.779 $ i la renda mediana per família de 70.565$. Els homes tenien una renda mediana de 48.058 $ mentre que les dones 33.825$. La renda per capita de la població era de 26.852$. Entorn de l'1,7% de les famílies i el 2,9% de la població estaven per davall del llindar de pobresa.